# Mesochorus indagator
Mesochorus indagator är en stekelart som beskrevs av Dasch 1974. Mesochorus indagator ingår i släktet Mesochorus och familjen brokparasitsteklar. Inga underarter finns listade i Catalogue of Life.